# Передача Крымской области из состава РСФСР в состав УССР

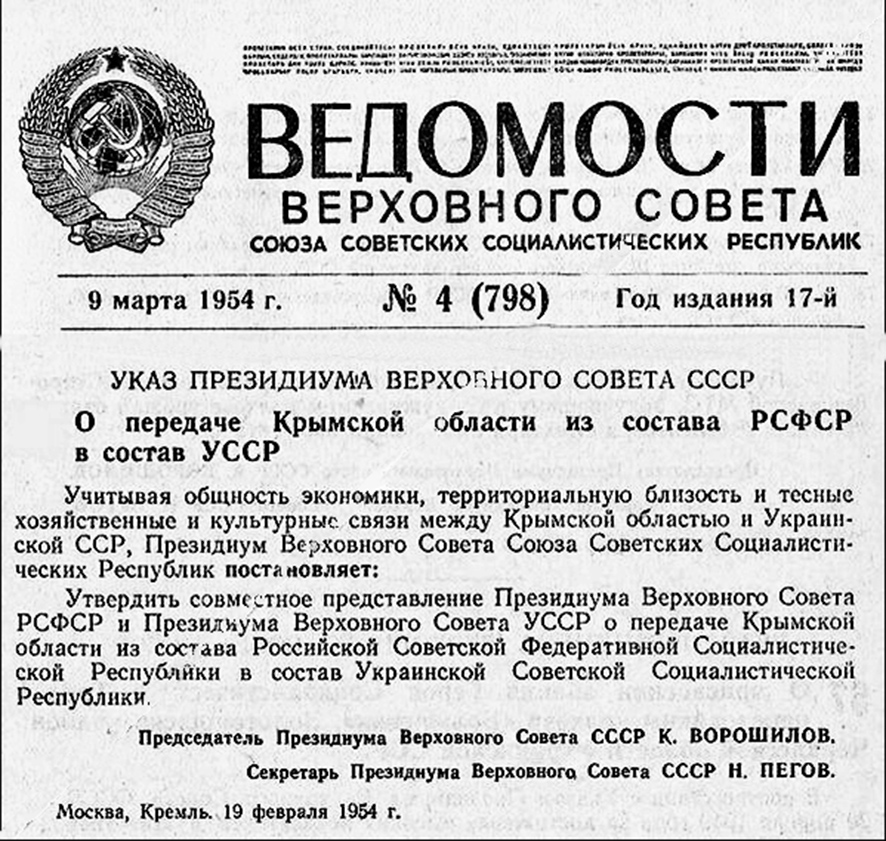
Указ Президиума ВС СССР о передаче Крымской области из состава РСФСР в состав УССР

Передача Крымской области из состава РСФСР в состав УССР была осуществлена на основании указа Президиума Верховного Совета СССР от 19 февраля 1954 года (утверждённого законом СССР от 26 апреля того же года).

## Предпосылки передачи

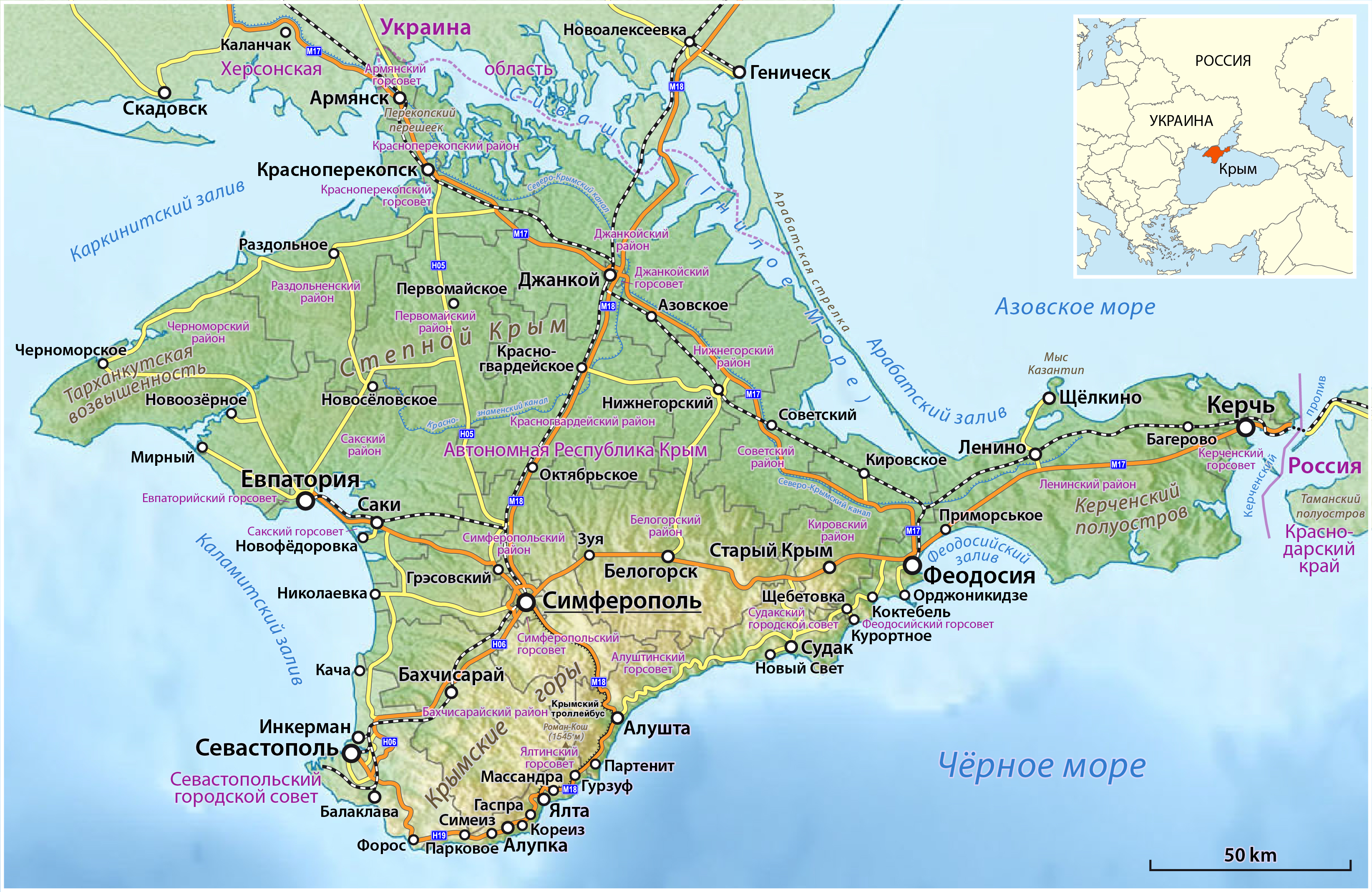
Физическая карта Крыма

Необходимость передачи Крымской области в состав Украинской ССР в соответствующем указе объяснялась «общностью экономики, территориальной близостью и тесными хозяйственными и культурными связями между Крымской областью и Украинской ССР».
Как считают исследователи, эта передача оказалась вынужденной мерой из-за имевшей место тяжёлой экономической ситуации на полуострове, вызванной послевоенной разрухой, имевшей целью ускорить послевоенное восстановление Крыма, которое шло медленнее, чем в других регионах европейской части СССР, в том числе по причине нехватки рабочей силы после депортации крымских татар. По мнению российского историка Геннадия Санина, утверждение о «тяжёлом экономическом положении» Крыма перед присоединением к УССР не соответствует действительности: к 1954 году крымская экономика уже достигла довоенного уровня развития, а по промышленному развитию — превзошла довоенный уровень.
По мнению историка Марка Крамера, за счёт передачи Крыма Хрущёв собирался изменить этнический состав Украины в сторону увеличения доли русского населения, подрывая тем самым базу для развития украинского национализма, а также заручиться поддержкой украинской номенклатуры в борьбе за власть с Георгием Маленковым. Однако в 1959 году население Крыма составляло 1,2 млн, 71 % из которых были русскими, а население Украины — 42 млн, включая 32 млн украинцев и 7 млн русских, и добавление 800 тыс. русских в 1954 году не повлияло значительным образом на баланс национальностей.
Украинский историк Юрий Шаповал считает, что большую роль в передаче Крыма сыграли влиятельные на тот момент Маленков, Ворошилов, Каганович и другие члены Президиума ЦК КПСС, а также Хрущёв.
Крым, по некоторым источникам, был передан Украине в качестве «подарка» к юбилею Переяславского соглашения 1654 года, которое подчинило казацкую Гетманщину Москве, что в советской пропаганде называлось «воссоединение Украины с Россией». В марте 2014 года в своей Крымской речи Владимира Путин утверждал, что инициатором передачи в состав Украинской ССР Крымской области «был лично Хрущёв». Историки считают, что передача Крыма Украине была коллективным решением. Сын Хрущёва Сергей Никитич в интервью Российскому телевидению по телемосту из США 19 марта 2014 года пояснил, ссылаясь на слова отца, что решение Хрущёва было связано со строительством северокрымского водоканала от Каховского водохранилища на Днепре и целесообразностью ведения и финансирования масштабных гидротехнических работ в рамках одной союзной республики. Согласно мемуарам сына Хрущёва, изменение внутренних границ в СССР было обычным делом, и на передачу Крыма никто не обращал внимания до распада СССР.

## Процесс передачи
25 января 1954 года на прошедшем под председательством Георгия Маленкова заседании Президиума ЦК КПСС был утверждён проект Указа Президиума Верховного Совета СССР о передаче Крымской области из состава РСФСР в состав УССР. Первый секретарь Крымского обкома КПСС Павел Титов, выступивший против передачи области в состав Украинской ССР, был снят с должности и отправлен в Москву на должность заместителя министра сельского хозяйства РСФСР.
5 февраля Совет Министров РСФСР своим постановлением «счёл целесообразной» передачу Крымской области в состав УССР и обратился к Президиуму Верховного Совета РСФСР с просьбой «рассмотреть вопрос» о передаче области и «войти в Президиум Верховного Совета СССР с соответствующим постановлением».
В тот же день Президиум ВС РСФСР постановил передать Крымскую область в состав Украинской ССР и направил своё постановление на утверждение Президиума Верховного Совета СССР. Заседание Президиума Верховного Совета РСФСР прошло в присутствии представителей исполнительных органов Крымской области и города Севастополя, а также руководителей органов юстиции, Верховного суда и прокуратуры РСФСР.
12 февраля в связи с постановлением Президиума ВС РСФСР о передаче Крыма в состав УССР Президиум Верховного Совета Украинской ССР постановил просить Президиум Верховного Совета СССР передать Крымскую область из состава РСФСР в состав Украинской ССР.
19 февраля Президиум Верховного Совета СССР издал Указ «О передаче Крымской области из состава РСФСР в состав УССР», которым утвердил совместное представление президиумов Верховных Советов РСФСР и Украинской ССР о передаче Крымской области в состав Украинской ССР.
26 апреля Верховный Совет СССР законом «О передаче Крымской области из состава РСФСР в состав Украинской ССР» утвердил этот указ и постановил внести соответствующие изменения в статьи 22 и 23 Конституции СССР. В тот же день Верховный Совет СССР принял закон «Об утверждении указов Президиума Верховного Совета СССР», которым, сославшись на закон СССР об утверждении указа о передаче Крыма, изложил статьи 22 и 23 Конституции СССР, устанавливающие административное деление РСФСР и УССР в новой редакции. Крымская область была исключена из конституционного перечня административных единиц РСФСР (статья 22 Конституции СССР) и включена в перечень административных единиц Украинской ССР (статья 23). Указ от 19 февраля и законы от 26 апреля подписал председатель Президиума Верховного Совета СССР Климент Ворошилов.

## Последствия в законодательстве
На основании состоявшейся передачи территории были внесены изменения в республиканские конституции. 2 июня упоминание Крымской области было исключено из статьи 14 Конституции (Основного Закона) РСФСР, а 17 июня — внесено в статью 18 Конституции (Основного Закона) Украинской ССР. В Конституцию СССР от 1936 года также были внесены соответствующие изменения: с редакцией от апреля 1954 года Крымская область стала в ст. 23.

## Последствия

### Влияние на демографию
По мнению историка Марка Крамера, с помощью передачи Крыма Хрущёв собирался изменить этнический состав Украины в сторону увеличения доли русского населения, подрывая тем самым базу для развития украинского национализма. Однако, в 1959 году население Крыма составляло 1,2 млн, 71 % из которых были русскими, а население Украины — 42 млн, включая 32 млн украинцев и 7 млн русских, и добавление 800 тыс. русских в 1954 не повлияло значимым образом на баланс национальностей.
Численность населения Крымской области с 1959 года к 1979 году выросла почти в 2 раза. К 1989 был также прирост — почти 300 тыс. жителей. После передачи области численность русских в Украинской ССР в целом повышалась после каждой переписи до 1989 года, а в самой Крымской области — снижалась на фоне роста доли украинцев.
Национальная структура населения Крыма по данным переписей населения СССР (с учётом горсовета Севастополя):
| Перепись | ВСЕГО, чел. | Русские, % | Крымские татары, % | Украинцы, % | Евреи, % | Немцы, % | Греки, % | Болгары, % | Армяне, % | Поляки, % | Прочие, % |
| -------- | ----------- | ---------- | ------------------ | ----------- | -------- | -------- | -------- | ---------- | --------- | --------- | --------- |
| 1939     | 1 126 429   | 49,6       | 19,4Ч              | 13,7        | 5,8      | 4,6      | 1,8      | 1,4        | 1,1       | 0,5       | 2,1       |
| 1959     | 1 201 517   | 71,4       | -                  | 22,3        | 2,2      | -        | -        | -          | -         | 0,1       | 4,0       |
| 1979     | 2 182 927   | 68,4       | 0,7                | 25,6        | 1,1      | -        | 0,2      | -          | 0,2       | 0,3       | 3,5       |
| 1989     | 2 458 655   | 67,1       | 1,6                | 25,8        | 0,7      | -        | 0,1      | -          | -         | 0,3       | 4,4       |

C 1989 по 2001 год доля русских в области снизилась на 8,8 %, а украинцев — на 1,5 %:
- 2001 год — 2 024 056 человек (58,3 % русских, 24,3 % украинцев, 12,1 % крымских татар, 1,4 % белорусов, 0,5 % татар, 0,4 % армян, по 0,2 % евреев, поляков, молдаван, азербайджанцев, по 0,1 % узбеков, корейцев, греков, немцев, мордвы, чувашей, цыган, болгар, грузин и марийцев, а также караимы, крымчаки и другие).

## Критика и попытки признать незаконным
В 2015 году — через год после захвата и последующей аннексии Крыма Россией Генпрокуратура РФ заявила, что решение 1954 года не соответствовало конституциям СССР и РСФСР. 11 марта 2024 года зампредседатель комитета Госдумы по делам СНГ Константин Затулин и сенатор от Крыма Сергей Цеков внесли законопроект о признании незаконности постановления. В законопроекте утверждалось отсутствие полномочий для передачи Крыма из РСФСР в состав УССР.